# Bozorg Alavi
Bozorg Alavi (în persană: بزرگ علوی) (n. 2 februarie 1904 — d. 18 februarie 1997) a fost un scriitor, nuvelist și un intelectual om politic. În anii '40 a fost membru fondator al partidului comunist Tudeh din Iran, dar și-a petrecut restul vieții în exil, în Germania. Cel mai bun roman al său a fost Chashm'hā'yash publicat în Iran în anul 1952, dar din păcate, cartea a fost interzisă.

## Biografie
Bozorg Alavi s-a născut în Teheran. A fost al treilea copil din șase. Tatăl său, Abul Hassan Alavi a participat în 1906 la Revoluția Constituțională Iraniană. Mai târziu, Abul Hassan Alavi a publicat în Germania (împreună cu Hasan Taqizadeh) ziarul Kaveh. Bozorg Alavi și-a urmat primii ani de școală în Teheran. În anul 1922 a fost trimis la Berlin să-și continue studiile împreună cu fratele său mai mare, Mortezā. După întoarcerea sa în Iran, în 1927, a început să predea limba germană în Shiraz, iar mai târziu, în Teheran. În acest timp el l-a întâlnit pe Sadegh Hedayat. Tot în aceeași perioadă a devenit activ la întâlnirile ținute de către doctorul Erani și a fost una dintre cele 53 de persoane faimoase care au fost închise sub regimul Reza Shah pentru activități comuniste, în anul 1937. Alavi a afirmat el însuși că nu a fost implicat politic la acea vremea, ci doar făcea parte  dintr-un grup literar care pe lângă alte scrieri, citeau și lucrări comuniste. I-au fost dați șapte ani de închisoare, dar a fost eliberat după numai patru ani, în 1942. 
După eliberarea sa, a publicat Varaq Pareh'ha-ye Zendan și și-a continuat activitățile politice, devenind un membru fondator al partidului Tudeh din Iran.
Alavi era în Germania când 1953 Coup d'état a răsturnat guvernul lui Mossadegh unde a rezultat arest masiv și prizonierat. Alavi a stat în exil în Berlinul de Est predând la Universitatea Humboldt până la căderea dinastiei lui Pahlavi.
În primăvara anului 1979 Alavi s-a întors în Iran după 25 de ani de stat în exil. A fost primit cu căldură de către Asociația Scriitorilor Iranieni, incluzând scriitori și poeți ca Ahmad Shamlou, Mahmoud Dolatābādi, Siāvash Kasrā'ie etc. Totuși, el a continuat să trăiască și să muncească în Berlin visitând Iranul pentru ultima oară în 1993. A murit la Berlin în 1997. 
Înainte de a pleca în Germania, Alavi s-a căsătorit cu verișoara sa Fatameh Alavi cu care a avut un fiu, Mani. În anul 1956, el s-a recăsătorit cu Gertrud Paarszh în Germania cu care a trăit până la sfârșitul vieții sale. 

## Scrieri
Scrierile sale sunt realiste, revoluționare.
- 1941: Însemnări din închisoare
- 1942: Cincizeci și trei
- 1955: Iranul luptător
- 1956: Petrolul însângerat.